# Tuuraste oja
Tuuraste oja är ett vattendrag i landskapet Pärnumaa i sydvästra Estland. Ån har sitt utflöde i Pärnuviken (estniska: Pärnu laht). Den är 11,6 km lång.